# Omaggio a un poeta
L'Omaggio a un poeta è un dipinto a olio su tavola (59,7x48,9 cm) attribuito a Giorgione, databile al 1505 circa e conservato nella National Gallery di Londra.

## Storia e descrizione
L'opera, come gran parte dei lavori attribuiti a Giorgione, non è documentabile in antico e presenta numerosi dubbi sia riguardo all'attribuzione che alla datazione. Lo stesso soggetto è oscuro ed ha dato adito a numerose ipotesi.
Per quegli studiosi che non espungono il lavoro dal catalogo giorgionesco, la sua datazione si lega ad alcune incoerenze stilistiche che secondo alcuni sono da riferire all'incertezza del giovane maestro (quindi al 1495 o anche prima) o secondo altri al completamento della tavola dopo la sua morte per mano di altri (quindi dopo il 1510). Un'ipotesi intermedia la lega al 1505 circa, vicino alla Pala di Castelfranco.
Con uno schema non molto dissimile dal Giudizio di Salomone degli Uffizi, si vede un personaggio su un trono con baldacchino all'estrema destra, al quale rendono omaggio un uomo inginocchiato e un paggetto, mentre un suonatore di liuto, espunto dagli angeli musicanti delle pale d'altare di Giovanni Bellini, sta seduto su un gradino e, guardando verso lo spettatore, allieta la scena con un po' di musica.
La presenza dei libri e del musico esalta il tema delle arti liberali, con il personaggio in trono che, per via della corona d'alloro, è stato identificato con un poeta. Secondo altre ipotesi potrebbe essere Saturno omaggiato da Plutone, o una rappresentazione dell'Età dell'oro.
La maggior parte del dipinto è comunque occupata da una vasto paesaggio con una rupe e delle boscaglie facenti da quinte, tra le quali si apre una veduta lontana di castelli, città arroccate e montagne che si perdono all'orizzonte. Ben in evidenza si trovano alcuni animali simbolici, il cui significato non è stato tuttavia ancora decifrato con certezza: un leopardo, un pavone, una famiglia di cervi e un uccellino. Questi animali, dalla pesante linea di contorno e dallo stile appiattito, di ascendenza arcaica, sono i meno vicini alla mano di Giorgione.
Nella rupe si vede anche un eremita in una grotta, altro personaggio simbolico che richiama i trittici di Bosch già nella collezione del cardinale Grimani.